# Огњен Никола Радуловић
Огњен Никола Радуловић (Суботица, 28. фебруар 1996.) српски је позоришни, телевизијски и филмски глумац.

## Биографија
Завршио је Глуму на Академији уметности у Новом Саду у класи професора Никите Миливојевића.
Добитник је награде „Златно зрно” за најбољег младог глумца на фестивалу „Буцини дани” у Александровцу 2022. године. Такође, добитник је награде Југословенског драмског позоришта за колективну игру у представи „Београдска трилогија” 2022. године.

## Награде
- „Златно зрно” за најбољег младог глумца на фестивалу „Буцини дани” у Александровцу 2022. године
- Наградa Југословенског драмског позoришта за колективну игру у представи „Београдска трилогија” 2022. године.

## Филмографија
Филомови:
- „Хероји Халијарда“, Улога: Милован, Режија: Радош Бајић,

Серије:
- „Ваздушни мост“, Улога: Милован, Режија: Радош Бајић
- „Што се боре мисли моје“, Улога: Чувар, Режија: Милорад Милинковић
- „Клан“, Улога: Поштар, Режија: Бобан Скерлић
- „Блок 27“, Улога: Ватрогасац, Режија: Милица Томовић
- “Радио Милева”, Улога: Комуналац, Режија: Елмир Јукић
- „Војна академија“, Улога: Војник Гигов, Режија: Иван Зечевич
- „Камионџије д.о.о.“, Улога: Полицајац, Режија: Филип Чоловић
- „Краљ Петар Први“, Улога: Млади војник, Режија: Петар Ристовски

## Позоришне улоге
- „Београдска трилогија”, Југословенско драмско позориште
- „Употреба човека”, Новосадско позориште/ Ујвидеки Схинхаз/ Нови тврђава театар/ Град театар Будва/ Еаст Wест Центар Сарајево
- „Усамљени запад”, Народно позориште Сомбор
- „Сећање воде”, Театар ВУК
- „Развојни пут Боре Шнајдера”, Југословенско драмско позориште
- „Хотел Слободан промет”, Југословенско драмско позориште